# IBM 8514
IBM 8514/A — видеоадаптер, графический стандарт изображения и тип монитора, разработанный компанией IBM для своего нового компьютера IBM PS/2.

## Видеоадаптер 8514/A
Видеоадаптер IBM 8514/A впервые был представлен 2 апреля 1987 года, почти сразу за стандартом VGA, в качестве достойной замены профессиональной видеокарты PGC.
Видеоадаптер IBM 8514/A выпускался в 2-х вариантах: младшая версия c 512Кб видеопамяти и старшая версия с 1Мб видеопамяти. Эти оба устройства активно использовались в компьютерах серии IBM PS/2 (моделей 50, 60, 80 и более поздних), но широкого распространения ввиду многих причин так и не получили. Одна из версий - это высокая стоимость устройства. Стоимость на тот момент IBM 8514/A составляла 1290 долларов США за версию с объёмом памяти 512 Кбайт. А для того, чтобы приобрести 1 мегабайтное решение покупателю необходимо было доплатить ещё 270 долларов. Однако на низком распространении адаптера сказывалась не столько цена, сколько его работа лишь в системах с шиной MCA (Micro Channel Architecture). Однако к концу 80-х годов появилось большое количество клонов. Многие из них имели поддержку шины ISA, а также дополнительных разрешений (800x600 и даже 1280x1024 точек). Среди видеоадаптеров-близнецов опять выделялись решения компаний Western Digital и ATI. Особенно популярны стали решения Mach 8 и Mach 32. Графический акселератор IBM 8514/A несмотря на наличие функций ускорения графики никогда не был коммерчески успешным, однако он внёс большой вклад в развитие аппаратного ускорения графики, пик развития которого пришёлся на 90-е годы.
Особенности видеокарты:
Видеокарта IBM 8514/A могла создавать 256 цветное изображение с максимальным разрешением 1024×768 точек, но только при наличии не менее 1Мб видеопамяти, а с 512Кб видеопамяти количество цветов в том же разрешении не превышало 16. Старшая и младшая модели видеоадаптеров IBM 8514/A также обе поддерживали и меньшее разрешение 640×480 точек с 256 цветами и аппаратное ускорение графики. Видеоадаптер в высоком разрешении функционировал с малой частотой развёртки (43 Гц), что привело к проблеме мерцания изображения. Однако дело было совсем не в ускорителе: возможности 8514/A позволяли работать и с более высокой частотой обновления экрана. Инженеры IBM запрограммировали адаптер таким образом, чтобы использовать в системе более дешёвые мониторы, ведь в то время дисплеи с возможностью вывода высокого разрешения и высокой частоты развёртки стоили очень дорого. У многочисленных клонов 8514/A данное ограничение было снято. Вскоре в 1990 году на смену IBM 8514 уже пришла новая карта и видеостандарт — XGA.
Физически видеоадаптер IBM 8514/A представляет собой комплект из основной платы с разъёмом MCA, на которой размещены:
- четыре 44-контактных разъёма для подключения платы расширения;
- видеопорт HDD15;
- кварцевые генераторы 44,9 МГц и 25,17500 МГц;
- микросхемы INMOS IMSG171S-50, 1888554ESD, 1888589ESD, 75X8070;
- прочие компоненты.

И дочерней платы, на которой размещены микросхемы ОЗУ, при минимальной конфигурации объёмом 512 Кбайт, а при полностью заполненных разъёмах — 1Мбайт. IBM использовала микросхемы памяти NEC D41264C-12.

## Монитор
Монитор 8514, диагональю 19 дюймов, поддерживал следующие режимы:
| Разрешение | Частота кадровой развёртки, Гц | Частота строчной развёртки, кГц |
| ---------- | ------------------------------ | ------------------------------- |
| 640 × 350  | 70                             | 31.5                            |
| 640 × 400  | 70                             | 31.5                            |
| 640 × 480  | 60                             | 31.5                            |
| 720 × 350  | 70                             | 31.5                            |
| 720 × 400  | 70                             | 31.5                            |
| 1024 × 768 | 87 чересстрочно                | 35.5                            |

Выбор режима определяется полярностью горизонтальных и вертикальных синхросигналов. Максимальная полоса пропускания — 46,5 МГц.

## Интерфейс
В отличие от предыдущих адаптеров и большинства (на тот момент) аналогов других производителей, 8514 использовал программный стандартизированный интерфейс, называемый «Adapter Interface» или AI. Этот интерфейс также используется в XGA, IBM Image Adapter/A и клонах 8514/A и XGA, таких как ATI Mach 32 и IIT AGX. Интерфейс позволяет программному обеспечению переложить часть операций с двумерной графикой (рисование линий, заливка областей и bit blit) на контроллер 8514. Это освободило центральный процессор для других задач, и существенно повысило скорость прорисовки графики (такой как диаграмма «пирога» или изображений в CAD).
Прямое обращение ЦП к памяти адаптера было возможно, но не рекомендовалось. Для MS-DOS интерфейс был выполнен в виде резидентной программы HDILOAD.EXE.

### Адреса памяти и портов ввода-вывода
Адреса памяти (шестнадцат.)
- C600:0800 — C700:0FFF
- CA00:0000 — CA00:07FF

Адреса вв/выв (шестнадцат.)
- 100, 101, 102
- 2E8, 2E9, 2EA, 2EB, 2EC, 2ED
- 3C6, 3C7, 3C8, 3C9
- 6E8, 6E9, 6EA, 6EB, 6EC, 6ED
- 7C6, 7C7, 7C8, 7C9
- BC6, BC7, BC8, BC9
- FC6, FC7, FC8, FC9
- AE8, AE9, AEA, AEB, AEC, AED
- EE8, EE9, EEA, EEB, EEC, EED

## Клоны
Сторонние поставщики графического оборудования не клонировали IBM 8514 так интенсивно как VGA. Однако, компания ATI некоторое время развивала линейку совместимых с 8514 графических адаптеров: Mach 8 и Mach 32.